# Karl-Heinz Menke
 (mai 2023).
Si vous disposez d'ouvrages ou d'articles de référence ou si vous connaissez des sites web de qualité traitant du thème abordé ici, merci de compléter l'article en donnant les références utiles à sa vérifiabilité et en les liant à la section « Notes et références ».
Karl-Heinz Menke (né le 28 janvier 1950 à Fürstenau) est un théologien et prêtre catholique allemand. Il est professeur émérite de théologie dogmatique à la faculté catholique de théologie de l'université de Bonn et membre de la Commission théologique internationale (depuis 2014).

## Carrière scientifique
Karl-Heinz Menke étudie la philosophie, la théologie catholique et la philosophie classique de 1968 à 1978 en tant que boursier de la Studienstiftung des deutschen Volkes, à Münster et à Rome. En 1974, il est ordonné prêtre et en 1975, il obtient sa licence canonique de théologie à la Grégorienne avec une thèse sur l'école de Tübingen. En 1978, il soutient sa thèse de doctorat intitulée Raison et la Révélation chez  Antonio Rosmini-Serbati.
Il occupe ensuite diverses fonctions pastorales dans le diocèse d'Osnabrück.
En 1990, il obtient son habilitation à l'Université Albert-Ludwigs de Fribourg et devient la même année professeur de dogmatique et de propédeutique théologique à la faculté de théologie catholique de l'Université de Bonn.
En 1991, il devient membre du comité exécutif du projet de recherche "Philosophie et théologie du XIXe siècle" mis en place par la Faculté de philosophie de l'Université de Trente. Il siège également dans plusieurs commissions différentes au sein de la conférence épiscopale allemande.
De 2000 à 2002, il est directeur de l'administration générale de la Faculté de théologie catholique de Bonn, puis doyen de 2002 à 2004, et vice-doyen de 2004 à 2006.
Le pape François le nomme le 23 septembre 2014 en tant que membre de la Commission théologique internationale pour cinq ans. En 2021, son mandat est renouvelé pour un second quinquennat.

## Honneurs
- 2001: Élection en tant que membre à part entière de l'Académie des sciences et des arts de Rhénanie du Nord-Westphalie (classe des sciences humaines)
- 2017 : Prix Ratzinger

## Publications
- Vernunft und Offenbarung nach Antonio Rosmini. Der apologetische Plan einer christlichen Enzyklopädie (ITS 5), Innsbruck/Wien/München 1980,  (ISBN 3-7022-1353-8).
- Brücken zu Christus, Innsbruck/Wien 1986,  (ISBN 3-7022-1612-X).
- (Hg.), Argumente für Gott. Gottdenker von der Antike bis zur Gegenwart. Ein Autoren-Lexikon, Freiburg 1987.
- Die Einzigkeit Jesu Christi im Horizont der Sinnfrage (Kriterien 94), Einsiedeln/Freiburg: Johannes Verlag 1995,  (ISBN 978-3-89411-331-5).
- Stellvertretung. Schlüsselbegriff christlichen Lebens und theologische Grundkategorie, Einsiedeln-Freiburg: Johannes-Verlag, 2. Aufl. 1997. (1991),  (ISBN 978-3-89411-300-1).
- Antonio Staglianò (Hg.), Credere Pensando. Domande della teologia contemporanea nell’orizzonte del pensiero di Antonio Rosmini. Atti del convegno tenuto a Rovereto il 3-4-5 maggio 1995 (Bibliotheca Rosminiana 7) Brescia (Casa Editice Morcelliana) 1997,  (ISBN 88-372-1626-2).
- Der Gott, der jetzt schon Zukunft schenkt. Plädoyer für eine christologische Theodizee, in: Harald Wagner (Hg.), Mit Gott streiten. Neue Zugänge zum Theodizee-Problem, Freiburg: Herder 1998,  (ISBN 978-3-451-02169-5).
- Antonio Autiero (Hg.), Brückenbauer zwischen Kirche und Gesellschaft – A. Rosmini, J. H. Newman, M. Blondel und R. Guardini, Münster 1999  (ISBN 3-8258-4178-2).
- Fleisch geworden aus Maria. Die Geschichte Israels und der Marienglaube der Kirche, Regensburg: Friedrich Pustet 1999,  (ISBN 978-3-7917-1665-7).
- Handelt Gott, wenn ich ihn bitte? (Topos plus, Taschenbuch 331), Regensburg:  Friedrich Pustet, 2. Auflage 2001 (2000),  (ISBN 978-3-7867-8331-2).
- Das Kriterium des Christseins. Grundriss der Gnadenlehre, Regensburg: Friedrich Pustet 2003,  (ISBN 978-3-7917-1729-6).
- „... und ist Mensch geworden“. Predigten und Fürbitten zur Advents- und Weihnachtszeit, Regensburg: Friedrich Pustet 2005,  (ISBN 978-3-7917-1973-3).
- Die Frage nach dem Wesen des Christentums. Eine theologiegeschichtliche Analyse (Veröffentlichungen der Nordrhein-Westfälischen Akademie der Wissenschaften, G 395), Paderborn: Ferdinand Schöningh 2005,  (ISBN 978-3-506-72888-3).
- Jesus ist Gott der Sohn. Denkformen und Brennpunkte der Christologie, Regensburg: Friedrich Pustet 2008,  (ISBN 978-3-7917-2115-6).
- Der Leitgedanke Josef Ratzingers: Die Verschränkung von vertikaler und horizontaler Inkarnation (Veröffentlichungen der Nordrhein-Westfälischen Akademie der Wissenschaften, G 415), Paderborn: Ferdinand Schöningh 2008,  (ISBN 978-3-506-76567-3).
- Die Diagnose und Bekämpfung des Bösen. Epiphänomen der Natur oder Ausweis formal unbedingter Autonomie?, in: Bernd J. Claret: Theodizee. Das Böse in der Welt, Darmstadt: WBG 2008,  (ISBN 978-3-534-19049-2).
- Sakramentalität: Wesen und Wunde des Katholizismus, Regensburg: Friedrich Pustet 2012,  (ISBN 978-3-7917-2425-6).
- Das unterscheidend Christliche. Beiträge zur Bestimmung seiner Einzigkeit, Regensburg: Friedrich Pustet 2015,  (ISBN 978-3-7917-2663-2).
- Macht die Wahrheit frei oder die Freiheit wahr? Eine Streitschrift, Regensburg: Friedrich Pustet 2017,  (ISBN 978-3-7917-2915-2).
- Inkarnation: Das Ende aller Wege Gottes, Regensburg: Friedrich Pustet 2021,  (ISBN 978-3-7917-3289-3).